# Broderies
Pour les articles homonymes, voir Broderie (homonymie).
Broderies est une bande dessinée de Marjane Satrapi publiée pour la première fois en 2003 par L'Association. Elle a reçu le Prix Urhunden du meilleur album étranger traduit en suédois en 2007.

## Synopsis
Il met en scène des femmes iraniennes qui, à la fin d'un repas, préparent le thé et desservent la table à l'écart des hommes, qui eux font la sieste. Elles peuvent donc parler librement de ce qui leur tient à cœur (le sexe, l'amour, mais pas seulement), loin des clichés sur les femmes soumises du Moyen-Orient.

## Distinctions
- 2007 : 
  -  Prix Urhunden du meilleur album étranger

## Publication

### Éditeurs
- L'Association (Collection Côtelette) (2003)  (ISBN 2-84414-095-5)